# Казе Цаго (Венеција)
Казе Цаго (итал. Case Zago) је насеље у Италији у округу Венеција, региону Венето.
Према процени из 2011. у насељу је живело 78 становника. Насеље се налази на надморској висини од 4 м.